# Bne Jehuda Tel Aviv
Bne Jehuda Tel Aviv ist ein israelischer Fußballverein, der 1936 im Süden von Tel Aviv im Viertel ha-Tiqwa gegründet wurde. Der Verein trägt seinen Namen, weil die religiösen Gründerväter des Vereins die Gründung in jener Woche beschlossen, deren Wochenlesung mit den Worten „Da trat Juda zu ihm“ (wajigasch elaw jehuda; Hebräisch „ויגש אליו יהודה“) Gen 44,18  beginnt. Die Vereinsfarben sind orange-schwarz.

## Geschichte
Bne Jehuda gewann einmal die israelische Meisterschaft (Saison 1989/1990), viermal den Staatspokal (1968, 1981, 2017 und 2019) sowie zweimal den Toto Cup (1992 und 1997). Bne Jehuda nahm auch zweimal am UEFA Intertoto Cup teil (1986/87 und 1989/90). In den neunziger Jahren kämpfte der Verein meist um den Klassenerhalt der Ligat ha’Al, hat sich aber seit 2000 zu einer Mannschaft aus dem Mittelfeld gewandelt. Die Saison 2005–2006 war die erfolgreichste seit Jahren. Bne Jehuda erreichte zum fünften Mal in der Vereinsgeschichte das Finale des Staatspokals, nachdem im Halbfinale Maccabi Haifa mit 2:0 nach Verlängerung besiegt werden konnte. Im Finale verlor die Mannschaft vor 15.000 ihrer Anhänger allerdings mit 0:1 gegen Hapoel Tel Aviv durch ein Tor in den Schlussminuten. Die Ligasaison beendete der Verein auf dem vierten Platz, was die Teilnahme am UEFA-Pokal 2006/07 einbrachte. Bne Jehuda traf in der zweiten Qualifikationsrunde auf Lokomotive Sofia und wurde 0:2 und 0:4 besiegt.
In der Saison 2007/08 schied die Mannschaft im Pokal bereits im Viertelfinale gegen Hapoel Tel Aviv aus. Die Meisterschaft endete auf einem enttäuschenden neunten Platz, nur einen Punkt vor den Relegationsplätzen. Auch die Saison 2008/09 begann die Mannschaft unter Trainer Guy Luzon in weniger guter Form, kam jedoch in der Rückrunde besser ins Spiel und beendete das Spieljahr auf dem fünften Platz. Die Mannschaft erbte sogar den Europa-League-Platz von Beitar Jerusalem, nachdem dieser Verein in wirtschaftliche Schwierigkeiten geraten war. Bne Jehuda scheiterte schließlich in den Play-offs an PSV Eindhoven. Dennoch verlief diese Saison recht erfolgreich für den Verein. Im Pokale musste man sich erst im Finale 1:3 gegen Hapoel Tel Aviv geschlagen geben. In der Liga erreichte die Mannschaft Platz 5, konnte sich aber in den Play-offs noch auf Platz 4 verbessern und damit die Qualifikation für die UEFA Europa League 2010/11 erreichen. Dort schied man allerdings in der zweiten Runde nach Unentschieden und Niederlage gegen Shamrock Rovers in der zweiten Runde aus. Auch im nationalen Pokal war frühzeitig Schluss. In der Liga wiederholte sich das Szenario des Vorjahres: Mit einem fünften Platz startete die Mannschaft in die Play-offs und konnte sich erneut auf Platz 4 verbessern. Die damit erreichte Qualifikation für die UEFA Europa League 2011/12 endete in der dritten Runde gegen Helsingborgs IF.
2017 und 2019 gewann man zum dritten und vierten Mal in den Vereinsgeschichte den nationalen Pokal. 2021 stieg Bne Jehuda aus der Ligat ha’Al als Letzter der Vorrunde und anschließend Vorletzter der Abstiegsrunde ab. Seither spielt der Klub in der Liga Leumit. In der Saison 2023/24 schloss die Mannschaft als Tabellenführer die Vorrunde ab, verpasste anschließend aber auf Grund der schlechteren Tordifferenz in der Aufstiegsrunde die Rückkehr ins Oberhaus.

## Erfolge
- Israelischer Meister: (1×) 1990
- Israelischer Pokalsieger: (4×) 1968, 1981, 2017, 2019

## Spieler
- Liam Walker (2014)